# Симагин, Владимир Павлович
Владимир Павлович Симагин (21 июня 1919, Москва — 25 сентября 1968, Кисловодск) — советский шахматист, гроссмейстер (1962). Тренер А. Котова (1950) и В. Смыслова (1953). Шахматный теоретик и журналист.
Двукратный чемпион Москвы (1947, 1959). Чемпион СССР в игре по переписке (1963/1964).
«Характер… был у него решительным, а шахматный талант — незаурядным и оригинальным» (М. Ботвинник). В практической игре и анализах Симагин находил оригинальные комбинационные решения, экспериментировал, что нередко негативно отражалось на его спортивных результатах. В ряде дебютов (славянская, голландская защиты, защита Грюнфельда) имя Симагина носят разработанные им системы. В 1968—1973 проводились командные первенства отраслевых советов города Москвы памяти Симагина.

## Биография
Первых успехов добился в московских юношеских соревнованиях, в 1940 сыграл во всесоюзном турнире кандидатов в мастера. Жил в Москве, многократно играл в чемпионатах города, трижды был чемпионом. Участвовал в 7 чемпионатах СССР, но высоких мест не занимал. В 1950-е годы был тренером Александра Котова и Василия Смыслова. Автор ряда дебютных систем в славянской и голландской защите, защите Грюнфельда. Имя Симагина носит дебют 1. b2-b3.
Скоропостижно скончался во время международного турнира в Кисловодске, проиграв накануне последнюю в своей жизни партию.

## Основные спортивные результаты
| Год  | Турнир                                 | Результат | Место |
| ---- | -------------------------------------- | --------- | ----- |
| 1940 | Всесоюзный турнир кандидатов в мастера | 6½ из 11  | 3     |
| 1946 | Чемпионат Москвы                       | 11 из 15  | 2     |
|      | Чемпионат ЦС ДСО «Спартак»             | 12½ из 14 | 1     |
| 1947 | Чемпионат Москвы                       | 9 из 14   | 1—3   |
|      | Матч-турнир за звание чемпиона Москвы  | 4½ из 8   | 1     |
|      | Чемпионат ЦС ДСО «Спартак»             | 15 из 19  | 1—2   |
| 1949 | Чемпионат Москвы                       | 8½ из 15  | 4     |
| 1950 | Чемпионат Москвы                       | 8 из 15   | 5     |
|      | Международный турнир (Щавно-Здруй)     | 10½ из 19 | 9—10  |
| 1951 | Мемориал Чигорина (Ленинград)          | 8 из 13   | 4     |
|      | Чемпионат Москвы                       | 8 из 12   | 3     |
|      | 19-й чемпионат СССР                    | 7½ из 17  | 14    |
| 1952 | Чемпионат Москвы                       | 9½ из 15  | 2—4   |
|      | 20-й чемпионат СССР                    | 8½ из 19  | 14—15 |
| 1953 | Чемпионат Москвы                       | 10½ из 15 | 2—3   |
| 1955 | 22-й чемпионат СССР                    | 6½ из 19  | 18    |
| 1956 | 23-й чемпионат СССР                    | 6½ из 17  | 14—15 |
|      | Чемпионат Москвы                       | 10 из 15  | 1—2   |
| 1958 | Чемпионат Москвы                       | 9½ из 15  | 2     |
| 1959 | Чемпионат Москвы                       | 12 из 15  | 1     |
|      | Международный турнир (Москва)          | 4½ из 11  | 10    |
| 1960 | 27-й чемпионат СССР                    | 9½ из 19  | 11    |
|      | Международный турнир (Москва)          | 4 из 11   | 8—10  |
| 1961 | 28-й чемпионат СССР                    | 10 из 19  | 9—10  |
|      | Мемориал Мароци (Будапешт)             | 9 из 15   | 4—7   |
| 1963 | Международный турнир (Сараево)         | 6½ из 11  | 2—5   |
| 1965 | Международный турнир (Цинновиц)        | 10½ из 15 | 1—2   |
|      | 33-й чемпионат СССР                    | 9 из 19   | 10—12 |
| 1966 | Международный турнир (Кечкемет)        | 4 из 9    | 6     |
|      | Международный турнир (Варна)           | 8 из 11   | 1     |
| 1967 | Международный турнир (Шалготарьян)     | 9½ из 15  | 4—5   |
|      | Мемориал Чигорина (Сочи)               | 10 из 15  | 1—5   |
| 1968 | Международный турнир (Поляница-Здруй)  | 9 из 15   | 3—5   |

## Соревнования по переписке
| Год       | Турнир                                 | Результат | Место |
| --------- | -------------------------------------- | --------- | ----- |
| 1948—1951 | 1-й чемпионат СССР                     | 11 из 15  | 2—4   |
| 1963—1964 | 6-й чемпионат СССР                     | 13 из 17  | 1     |
| 1965—1966 | 7-й чемпионат СССР                     | 13½ из 19 | 2     |
| 1963—1966 | Мемориал Рагозина                      | 5½ из 10  | 4     |
| 1965—1968 | 5-я всемирная олимпиада (на 2-й доске) | 4 из 8    |       |
| 1967—1968 | Полуфинал 6-го чемпионата мира         | 8 из 13   | 5—7   |

## Книги
- Лучшие партии. Москва : Физкультура и спорт, 1963. 112 с.

### Статьи
- XXIII шахматный чемпионат СССР // Шахматы за 1956 год : Сборник. М., 1958. С. 3—60.